# Arial
Arial est une police de caractères fournie avec plusieurs applications de Microsoft. Elle a été dessinée en 1982 par Monotype en tant que substitut meilleur marché de la célèbre Helvetica.
Peu appréciée par certains professionnels de la typographie, cette police de caractères jouit cependant d'une grande popularité due au fait qu'elle est installée par défaut avec Windows.

## L'Arial, un clone
Helvetica, dessinée par le graphiste suisse Max Miedinger dont les droits furent rachetés par Linotype, était l'une des nombreuses polices utilisées pour les imprimantes supportant le langage PostScript d'Adobe Systems. Un utilisateur spécifiant Helvetica pouvait être certain que l'imprimante serait capable de la rendre correctement. Microsoft n'a pas voulu inclure Helvetica avec Windows et a déposé l’Arial comme mesure de réduction de coûts.[réf. nécessaire]
Presque identique à Helvetica, en proportions comme en épaisseur, le dessin de l'Arial est en fait une adaptation de la police Monotype Grotesque. Elle a été calibrée en gardant à l'esprit qu'elle serait utilisée sur des écrans d'ordinateurs. Des changements et variations ont été faits au niveau de la forme des lettres et l'espacement entre les caractères, afin de le rendre plus lisible dans des résolutions variées.

## Une réputation négative auprès des professionnels du graphisme et de la typographie
Arial ne jouit pas d'une bonne réputation auprès de certains professionnels du graphisme et de la typographie. En effet, l'Arial a été dessinée comme un substitut de l’Helvetica – déclinaison subtile de l'Akzidenz-Grotesk conçue par la fonderie typographique berlinoise Berthold en 1896 – donc sans Helvetica, pas d’Arial (la fonte de caractères qui compose jusqu’en 2012 le logotype de Microsoft est d'ailleurs Helvetica). Arial reste cependant une des polices de caractères les plus utilisées par des entreprises, des administrations ou encore le grand public. Cela s'expliquant notamment par le fait qu'elle reprenne les avantages de l'Helvetica, à savoir la neutralité des caractères ou encore la lisibilité.

## Historique
Cette police a été dessinée en 1982 par une équipe de dix personnes dirigée par Robin Nicholas et Patricia Saunders, pour la firme américaine Monotype Imaging. Initialement destinée à une des premières imprimantes laser IBM, Microsoft l'a ensuite intégrée en 1992 à la technologie TrueType sous le système d'opération Windows 3.1. TrueType elle-même a été pensée en remplacement des polices de Type 1 utilisés par PostScript.
Les dernières versions de Microsoft Windows sont également fournies avec Arial Unicode MS, une version de la police incluant de nombreux caractères internationaux du standard Unicode. Cette version de police est la plus complète en large distribution, même si des polices plus complètes existent toutefois — telles Bitstream Cyberbit ou Code2000.
Le dernier standard PostScript inclut désormais Arial auprès d'Helvetica en tant que police standard, que les imprimantes PostScript de niveau 3 sont censées supporter.

## Variants au sein de la famille Arial

Exemple de caractères en Arial Black, la version la plus grasse de la famille Arial.

Exemple de caractères en Arial Rounded

Parmi les variants connus d'Arial, on trouve :
- Arial : Parfois appelé Arial Regular ou Arial Courant, pour la distinguer d'Arial Narrow ; elle inclut Arial, Arial Italic, Arial Bold, Arial Bold Italic
- Arial Black : Ce variant est connu pour être très gras. La raison en est qu'initialement, la police était une police bitmap, et pour la rendre plus grasse, on doublait le nombre de pixels en largeur. Ce variant ne supporte que les caractères latins, grecs et cyrilliques, et est constitué des polices Arial Black et Arial Black Italic.
- Arial Narrow : Ce variant est une version condensée d'Arial. Il est constitué des polices Arial Narrow Regular, Arial Narrow Bold, Arial Narrow Italic, Arial Narrow Bold Italic.
- Arial Rounded : Les versions non italiques, non grasses de ce variant proviennent de Gulim, l'ensemble de polices coréennes de Microsoft. Initialement, ce variant n'existait qu'en version grasse sous le nom Arial Rounded MT Bold ; des polices supplémentaires sont ensuite apparues sous forme de produits unitaires. Dans sa version Linotype, seule la police Arial Rounded Regular supporte le jeu de caractères WGL. Aujourd'hui, ce variant est constitué des polices Arial Rounded Light, Arial Rounded Regular, Arial Rounded Medium, Arial Rounded Bold, Arial Rounded Extra Bold.
- Arial Special : Constitué des polices Arial Special G1 et Arial Special G2, ce variant était fourni avec Microsoft Encarta Virtual Globe 99, Microsoft AutoRoute et MapPoint 2000.
- Arial Light, Arial Light Condensed, Arial Medium, Arial Medium Condensed, Arial Extra Bold, Arial Condensed, Arial Bold Condensed : Ces polices sont apparues dans les magasins en ligne Linotype. Les polices condensées n'ont pas de version italique.
- Arial Monospaced : Dans ce variant à espacement fixe, certaines lettres comme @, I (i majuscule), i, j, l (L minuscule), M, W ont été redessinées.

### Arial Alternative
Arial Alternative Regular et Arial Alternative Symbol sont des polices standard de Windows ME ; on les trouve également sur les disques d'installation de Windows 95 et Windows XP, et sur le site de Microsoft. Ces polices émulent la police à espacement fixe utilisée sur les systèmes télétexte Minitel et Prestel, tout en étant vectorisées dans le style d'Arial. Elles sont utilisées par l'HyperTerminal.
Arial Alternative Regular ne contient que des caractères ASCII ; Arial Alternative Symbol ne contient que des caractères semi-graphiques 2 × 3.

### Variants de jeu de caractères
Arial Baltic, Arial CE, Arial Cyr, Arial Greek, Arial Tur sont des pseudonymes d'Arial, créés dans la section FontSubstitutes du WIN.INI par Windows. Ces entrées pointent toutes vers la police maître. Lorsqu'une police pseudonyme est spécifiée, la table de caractères de la police utilise alors un jeu de caractères particulier, différent de celui de la police maître.
Arial Unicode MS est une extension de la police Arial, basée sur la police Arial Courant, contenant l'ensemble des caractères Unicode 2.1.

### Arial Nova
Le dessin d'Arial Nova repose sur les polices bitmap Sonora Sans de 1982,, qui étaient en fait la police Arial sous un autre nom pour éviter les problèmes de licence. Ce variant est inclus dans Windows 10, et le Microsoft Store permet d'en télécharger toutes les polices gratuitement. Ce variant ne supporte que les caractères latins, grecs et cyrilliques. Il propose trois niveaux de gras (Regular, Bold, Light), et pour chacun, des polices italiques/non-italiques et condensées/non-condensées.

## Polices alternatives
- Liberation Sans.
- Arimo.